# Fisher megye
Fisher megye az Amerikai Egyesült Államokban, azon belül Texas államban található. Megyeszékhelye Roby, legnagyobb városa Rotan. Lakosainak száma 3672 fő (2020. április 1.). Fisher megye Stonewall, Jones, Nolan, Scurry, Kent, Taylor és Mitchell megyékkel határos.

## Népesség
A megye népességének változása:
| Lakosok száma | 3951 | 3953 | 3845 | 3856 | 3827 | 3672 |
|               | 2010 | 2011 | 2012 | 2013 | 2015 | 2020 |